# Gallus Anonymus

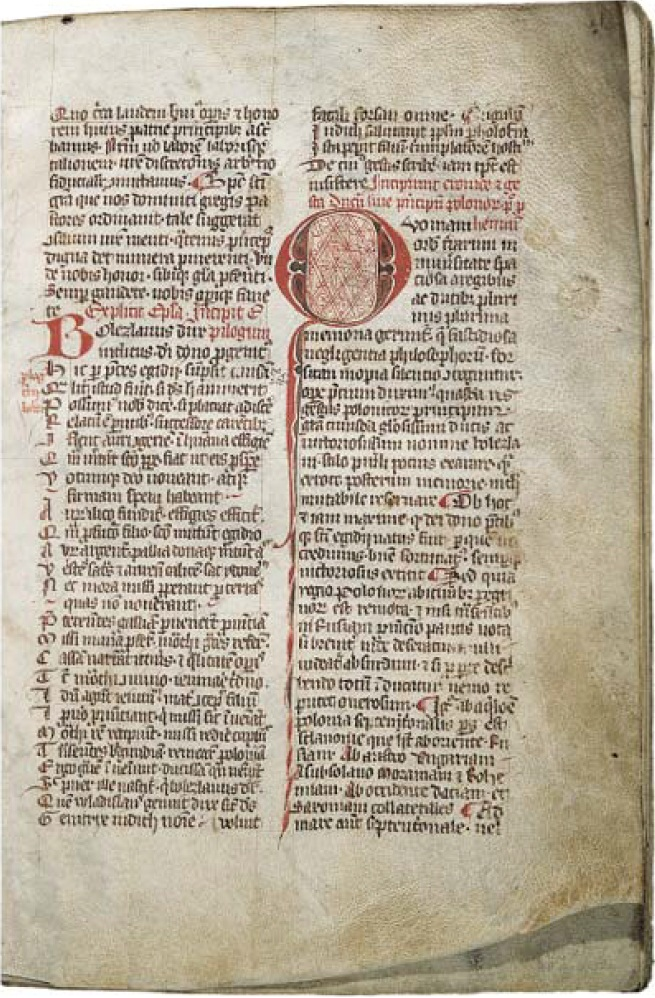
Codex Zamoyscianus de Gallus Anonymus

Gallus Anonymus (en polaco: Gall Anonim) – "el Anónimo Galo"; siglo XI-XII) fue el autor de  Cronicae et gesta ducum sive principum Polonorum (Crónicas y gestas de los duques o príncipes de los Polacos, escrito en latín, aprox. 1115).  Se le considera el primer historiador de Polonia.

## Su país de origen
Se desconoce el país de origen de Gallus. Tradicionalmente se ha supuesto que fue de origen francés (debido a su sobrenombre "Gallus"), pero el profesor Tadeusz Jasiński de la Universidad de Poznan en Poznań ha elaborado una teoría según la cual fue un monje Benedictino de Venecia – una teoría que ha ganado fuerza desde su entrevista al respecto al diario polaco Gazeta Wyborcza. 
La profesora Danuta Borawska llegó en 1960 a una conclusión similar (También sugirió que Anonymus podría haber sido originario de Le Mans). Llegó a la conclusión de que Gallus Anonymus fue probablemente un monje de Saint Giles, un monasterio en Lido, Venecia, Italia, hipótesis con la que coincidió el profesor Marian Plezia más tarde.
El estilo de escribir de Gallus se asemeja al de Hildeberto de Lavardin, y se cree que Gallus se pudo haber educado en Le Mans o, según Zathey, en Chartres o Bec en la Normandía. La profesora Borawska cree que también el clericus de penna vivens ("clérigo que vive de la pluma de escribir") podría haber escrito Gesta Hungarorum (Pergaminos de los húngaros) o Translatio Sti Nicolai. 
Según Jasiński, llegó a Polonia tomando la Vía Egnatia que cruzara los países de idiomas eslavos  "Epiro, Tracia, Dalmacia, Croacia e Istria." Jasiński encontró más de 100 similitudes al comparar la Cronica con la Translatio Sti Nicolai. Llegó a la conclusión de que la lengua nativa de Gallus era el italiano así como los idiomas eslovenos, tal y como era frecuente entre los clérigos venecianos de la época. 
Anonymus cursus velox coincide también con el origen veneciano. Feliks Pohorecki formuló una hipótesis en 1930 según la cual los escritos en los que se usa simultáneamente cursus spondiacus y cursus velox  son inequívocamente de Anonymus. El latinista sueco Tore Janson encontró el término cursus spondiacus en la escuela de Hildeberto, y el autor escribió en la Traducción sobre la estancia en Tours y la celebración de la misa en el Lido. 

"Por ello no hay duda de que Gallus Anonymous (el Galo Anonimo) fue Monachus Littorensis (el monje del litoral esloveno)."

## Influencia de Gallus
Gallus influenció el rumbo de la historia de Polonia al hacer énfasis en que la autoridad de los mandatarios está por debajo de la de Dios, que es la que expresa el pueblo reunido (tal y como expresa el proverbio latín "Vox populi, vox Dei" — "La voz del pueblo es la voz de Dios").  Esto reforzó las tradiciones electorales de los polacos así como no doblegarse a la autoridad no elegida por el pueblo. El concepto or medio de las crónicas de Wincenty Kadłubek y los sermones de Stanislao de Skarbimierz, contribuyó al desarrollo del único "Libertad Dorada" que caracterizara la República de las Dos Naciones, cuyos reyes fueron elegidos por el pueblo y habían de acatar las decisiones del Sejm (parlamento).